# Џулија (филм из 1977)
Џулија (енгл. „Julia“) је америчка филмска драма из 1977. у режији Фреда Зинемана. Филм говори о животу списатељице Лилијан Хелман и њеној вези са Џулијом, девојком која се борила против нациста у Другом светском рату. Сниман је у Енглеској и Француској у продукцији 20th Century Fox-а. Филм је био номинован за Оскара у једанаест категорија, између осталих и за најбољи филм, а освојио је три и то: Оскар за најбољу споредну глумицу - Ванеса Редгрејв, Оскар за најбољег споредног глумца - Џејсон Робардс и Оскар за најбољи адаптирани сценарио. Ово је био филмски деби глумице Мерил Стрип.

## Улоге
| Глумац           | Улога          |
| ---------------- | -------------- |
| Џејн Фонда       | Лилијан Хелман |
| Ванеса Редгрејв  | Џулија         |
| Џејсон Робардс   | Дашијел Хамет  |
| Максимилијан Шел | Јохан          |
| Хал Холбрук      | Алан Кембел    |
| Розмери Мерфи    | Дороти Паркер  |
| Лиса Пеликан     | млада Џулија   |
| Мерил Стрип      | Ен Мари        |
| Џон Главер       | Семи           |